# هفت تاش (بوئين)
هفت تاش (بالفارسية: هفت تاش) هي قرية تقع في إيران في قسم بوئین الريفي. يقدر عدد سكانها بـ 181 نسمة بحسب إحصاء 2016.